# Holländischer Pavillon (Hannover)

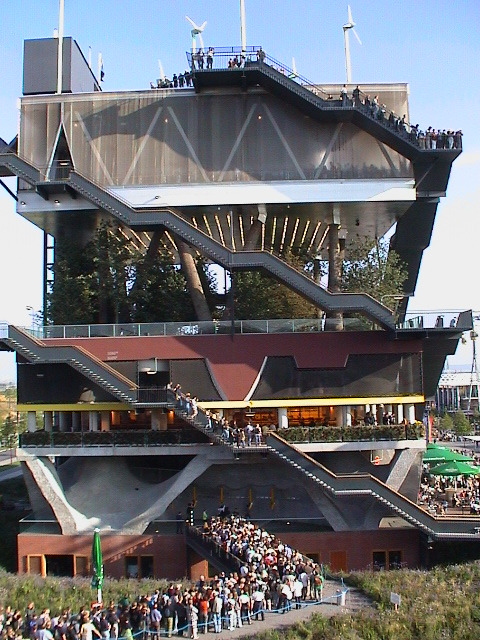
Durch umlaufende Außentreppen waren die installierten Landschaften der Niederlande während der Expo 2000 erschlossen

Der Holländische Pavillon in Hannover, auch Holländischer Expo-Pavillon genannt, war der im Jahr 2000 errichtete Pavillon der Niederlande für die Weltausstellung Expo 2000, der sich im Expo Park Hannover befindet.

## Beschreibung
Mit dem Motto „Holland schafft Raum“ nahm das kleine Land Bezug auf sein stetiges Bemühen, dem Meer durch Landgewinnung neues Land abzuringen: So stand zwar ein größeres Grundstück von rund 9000 m² für einen umlaufenden Blumengarten zur Verfügung. Doch auf einer begrenzten Grundfläche von 1024 m² schufen das Architekturbüro MVRDV und das Konstruktionsbüro abt insgesamt fast 8000 m² Fläche für verschiedene, übereinander gestapelte Landschaften mittels eines sandwichartigen, achtstöckigen Gebäudes ohne Außenmauern. Der von 1999 bis in das Jahr 2000 errichtete vierzig Meter hohe Bau aus Beton, Metall und Holz stand als Beispiel für die Verbindung von Ökologie und Ökonomie und war der höchste Länderpavillon der Expo.

## Nachnutzung

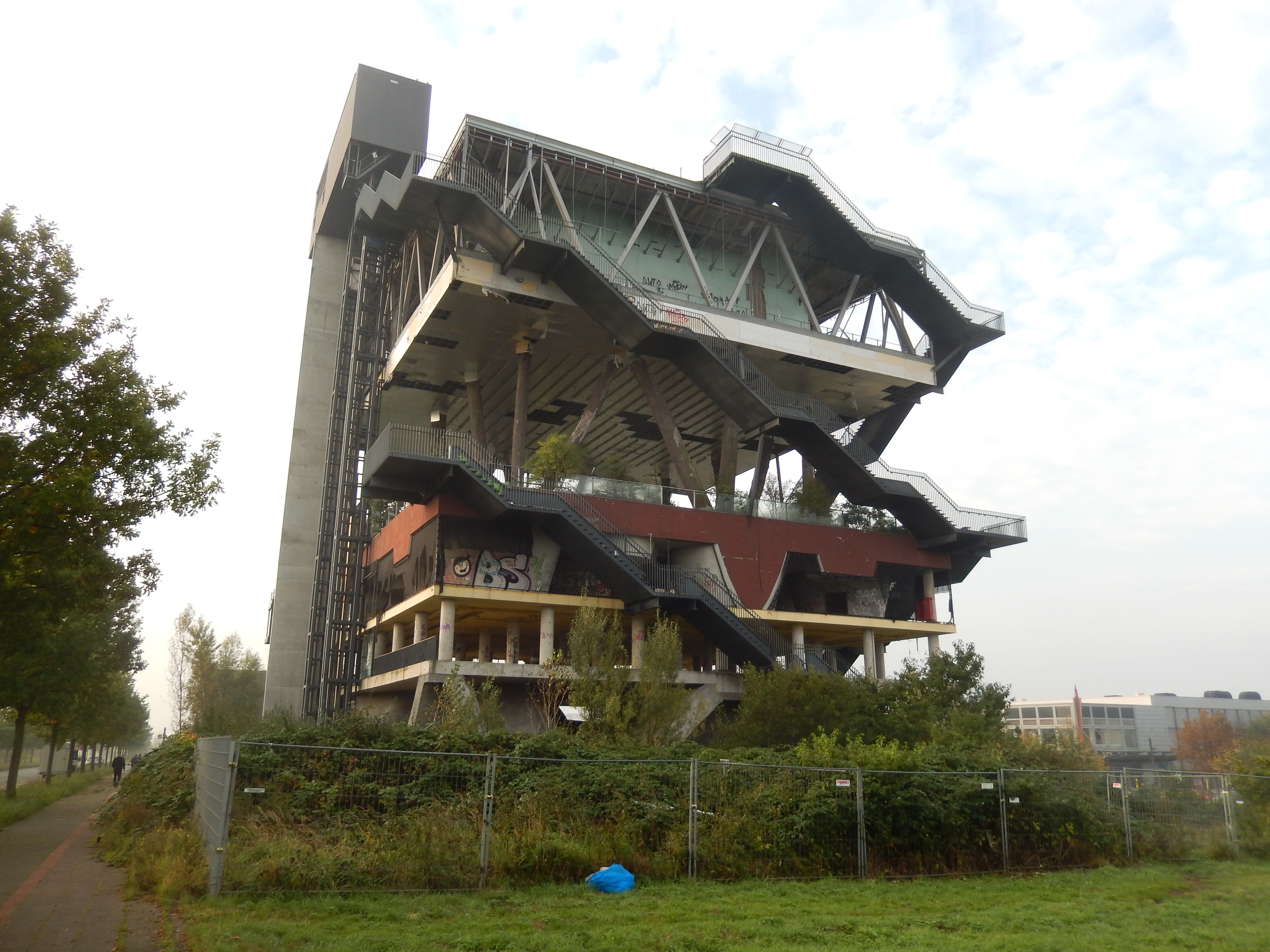
Holländischer Pavillon (September 2017)

Nach dem Ende der Weltausstellung wurde der Holländische Pavillon fast 17 Jahre lang nicht genutzt. In dieser Zeit zerstörten mehrere, vermutlich durch Brandstiftung entstandene Brände Teile des Baus. Im September 2017 erwarb die Die Wohnkompanie Nord GmbH als Tochtergesellschaft der Bremischen Zech-Gruppe das Gebäude und Details des geplanten Umbaus wurden der Öffentlichkeit vorgestellt. Demnach sollen im Pavillon Flächen für Büros, Coworking Spaces, Fitness und Gastronomie entstehen. Herum ist ein Campus für Studierende mit einem Wohnheim mit 368 Mikroapartments geplant. 
Die Arbeiten laufen seit 2021 und die Fertigstellung ist 2025 vorgesehen.